# Auguste Duret
Auguste Duret, né le 2 janvier 1846 à Boussay dans le diocèse de Nantes et mort le 29 août 1920 à La Croix-Valmer, est un missionnaire catholique français, préfet apostolique du delta du Nil de 1885 à 1909, puis vicaire apostolique du même siège de 1909 à 1914 et enfin supérieur général de la Société des missions africaines de 1914 à 1919.

## Biographie

### Formation
Auguste Duret poursuit ses études au séminaire du diocèse de Nantes où il est ordonné prêtre en 1870. Ensuite il est vicaire à La Limouzinière, alors que le pays est frappé par la guerre franco-prussienne. Il demande en octobre 1871 son entrée dans la Société des missions africaines (SMA), fondée en décembre 1859 par Mgr de Marion-Brésillac, où il prononce son serment en novembre 1872. Il est aussitôt nommé pour l'Algérie pour travailler à l'orphelinat de M'Sylla dans le diocèse d'Oran. Il retourne en métropole en 1875.

### En Égypte
Le supérieur général, Augustin Planque, l'envoie dans le delta du Nil. Il arrive en Égypte avec le Père Le Gallen en 1877, d'abord à Zagazig, puis à Tantah. Il pose les bases de ces fondations et doit composer avec les Pères franciscains présents depuis des siècles dans le pays. Il est nommé préfet apostolique du delta du Nil en 1886.
C'est lui qui fait passer l'idée à l'assemblée générale de 1901 d'organiser un directoire pour la Société. Ses qualités d'administrateur le font pressentir pour la charge de vicaire général de la SMA en 1907, mais la Sacrée congrégation de la propaganda fide n'entérine pas ce choix, estimant qu'il est indispensable dans le delta du Nil. La préfecture apostolique est érigée en vicariat apostolique en 1909. Il est sacré à Nantes en février 1910 comme évêque in partibus de Bubaste (de).

### Supérieur général
Après la mort soudaine de Mgr Pellet, il est élu supérieur général de la SMA à partir de septembre 1914 au début de la guerre de 1914-1918. Mgr Duret arrive à Lyon au siège de la Société des Missions Africaines en février 1915. Il consacre la Société au Sacré-Cœur. En pleine guerre, il doit maintenir la Société et s'affronter aux difficultés dues au départ au combat de nombreux missionnaires en pleine jeunesse ou dans la force de l'âge. Beaucoup sont tués. Mgr Duret ne s'adapte pas au climat lyonnais après trente-sept ans passés en Égypte. Il se retire pour raisons de santé en 1919 à La Croix-Valmer. Il meurt quelques mois plus tard.
Il laisse le souvenir d'un homme à l'abord simple et franc et au pragmatisme raisonnable. Jean-Marie Chabert lui succède.